# Ville-en-Selve
Ville-en-Selve ist eine französische Gemeinde mit 296 Einwohnern (Stand: 1. Januar 2022) im Département Marne in der Region Grand Est (vor 2016 Champagne-Ardenne). Die Gemeinde gehört zum Arrondissement Reims und zum Kanton Mourmelon-Vesle et Monts de Champagne. Die Einwohner werden Gimbres genannt.

## Geographie
Ville-en-Selve liegt etwa 19 Kilometer südsüdöstlich des Stadtzentrums von Reims. Das Gemeindegebiet wird im Nordosten vom Flüsschen Livre durchquert, das mit seinen weiteren Zuflüssen zur Marne entwässert. Umgeben wird Ville-en-Selve von den Nachbargemeinden Chigny-les-Roses und Ludes im Norden, Val de Livre im Süden und Osten, Fontaine-sur-Ay im Süden und Südwesten sowie Germaine im Westen.

## Bevölkerungsentwicklung
| Jahr                       | 1962 | 1968 | 1975 | 1982 | 1990 | 1999 | 2006 | 2018 |
| Einwohner                  | 112  | 109  | 168  | 303  | 262  | 283  | 287  | 280  |
| Quellen: Cassini und INSEE |      |      |      |      |      |      |      |      |

## Sehenswürdigkeiten

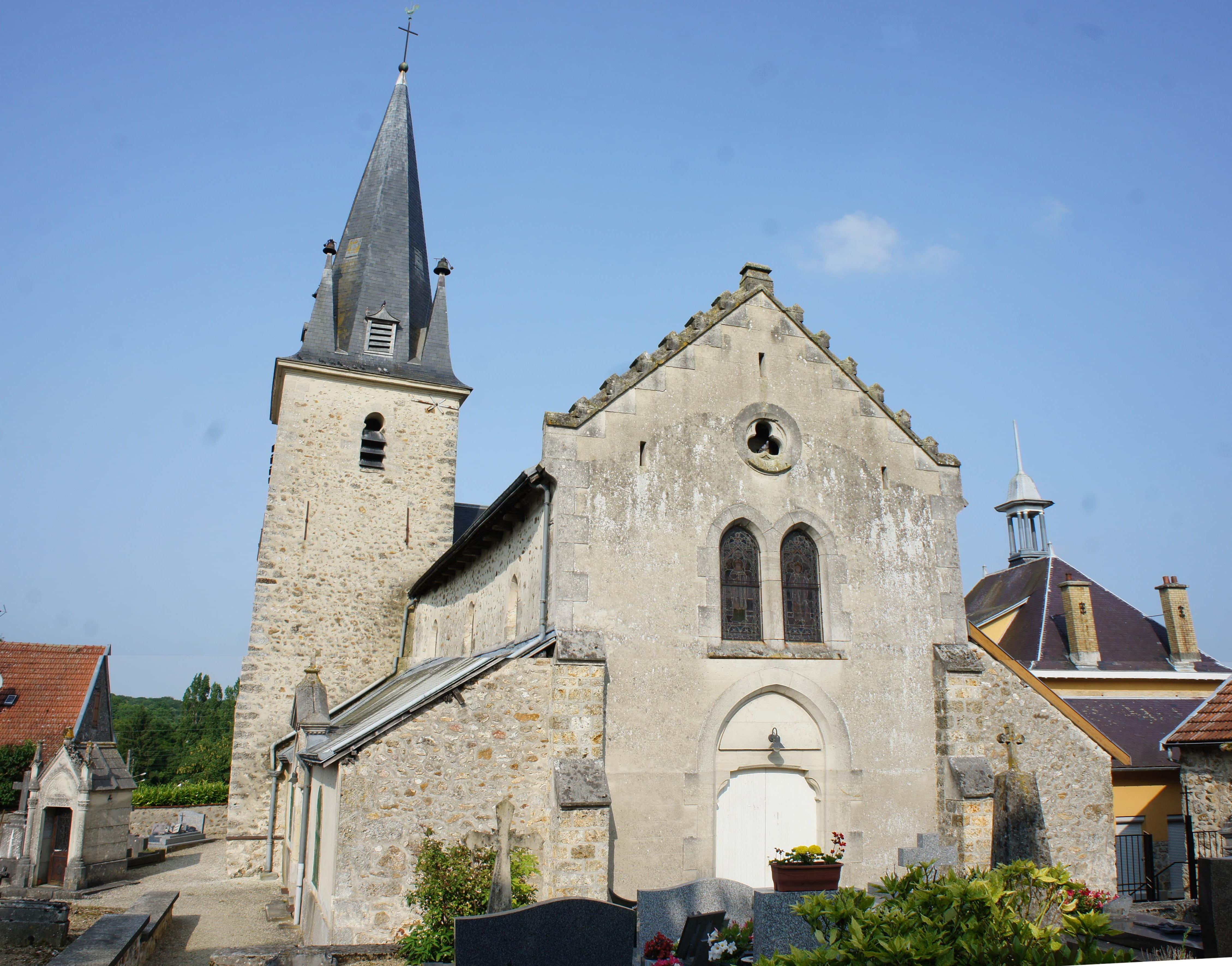
Kirche Saint-Remi

- Kirche Saint-Remi